# Alchemilla paeneglabra
Alchemilla paeneglabra é uma espécie de rosácea do gênero Alchemilla, pertencente à família Rosaceae.